# Andrés de Castillejos
Andrés de Castillejos (provincia de Córdoba, 1550 - provincia de Sevilla, 1625) fue un escultor de origen cordobés que trabajó en Sevilla a finales del siglo XVI y principios del XVII.

## Obras
Se le atribuyen, entre otras, las siguientes obras:
- El retablo de la capilla mayor de la Catedral de la Campiña de Bujalance (Córdoba), siendo encargado de la tarea pictórica Leonardo Enríquez de Navarra.
- En 1587 realizó un retablo para la Iglesia de San Andrés en Sevilla. Las pinturas del retablo fueron hechas por Alonso Vázquez.
- En 1610, trabajó en el retablo del altar mayor de la Iglesia de San Mateo de Tarifa (Cádiz), cuyas pinturas corresponden a Juan Gómez.
- En el mismo año de 1611 recibió el encargo de realizar un retablo para la capilla particular de la familia Ruiz, que sería terminado en 1612 por el ensamblador Antonio Sánchez.
- En 1996 se descubrió una inscripción en la imagen del Nazareno de Cádiz, Regidor Perpetuo de la Ciudad y popularmente conocido como El Greñúo, que confirmaba la autoría de esta imagen a "Andres de C", muy probablemente Andrés de Castillejos.